# Lille japankvæde
Lille Japankvæde (Chaenomeles japonica) er en løvfældende busk med en vækstform, der først er tæt og riset, men som senere bliver overhængende og kroget. 

## Beskrivelse
Gamle grene er udbredte, men unge skud er stift oprette. De unge grene bærer rette grentorne. Blomstrende skud er derimod tornløse. Barken er først gråbrun, men senere sortgrå og ru. Knopperne sidder spredt, og de er små, runde og rødlige. Blomsterknopper sidder i knipper på små kortskud. 
Bladene er ovale eller omvendt ægformede med savtakket rand. Oversiden er blank og mørkegrøn, mens undersiden er grågrøn. Blomsterne har farve som røde mursten, de er ret store, og de springer ud kort før løvspring. Frugterne er gule og duftende, men også hårde og sure. Frøene spirer villigt i Danmark.
Rodnettet består af kraftige hovedrødder, som når langt ud og dybt ned. Siderødderne er fint forgrenede og højtliggende i jorden. Planten sætter mange rodskud.
Højde x bredde og årlig tilvækst: 2 x 1,5 m (15 x 10 cm/år). Målene kan anvendes, når arten udplantes.

## Hjemsted
Skovbryn og krat nær skovgrænsen i Japans bjerge, hvor bunden er gruset og næringsrig, og hvor der er fuld sol.